# الزاهر فی معانی کلمات الناس
الزاهر فی معانی کلمات الناس کتابی است در یک مجلد که به تبیین معانی کلماتی که مردم در نمازها، دعاها، تسبیحات و دیگر اذکاری که به وسیله آن‌ها به خداوند تقرب می‌جویند می‌پردازد.
ابن انباری، مولف کتاب می‌گوید: 
من در این کتاب معانی این کلمات را بیان خواهم کرد، تا اینکه نمازگزار نسبت به معانی کلماتی که به وسیله آن‌ها به خداوند تقرب می‌جوید آگاهی یابد و نیز دعاکننده تسبیح گو و غیره. در این کتاب به اختلاف موجود بین علماء در معانی این کلمات اشاره می‌شود و شواهدی از اشعار نیز بدان افزوده می‌شود. کلمات و عباراتی که در این کتاب معنا می‌شود معمولاً اصطلاحات و بعضا ضرب‌المثل‌هایی است که مردم به‌کار می‌برند مؤلف در بسیاری موارد کلماتی از قرآن کریم را که با کلمه مورد نظر از یک ریشه‌اند یادآور می‌شود.